# Martin Maljutin
Martin Vladimirovitj Maljutin (ryska: Мартин Владимирович Малютин), född 5 juli 1999, är en rysk simmare.

## Karriär
Maljutin tog silver på 4×200 meter frisim och 4×200 meter mixed frisim vid EM 2018 i Glasgow. Vid VM 2019 i Gwangju tog Maljutin silver på 4×200 meter frisim samt brons på 200 meter frisim.
Vid Europamästerskapen i simsport 2021 tog Maljutin tre guld på 200 meter frisim, 400 meter frisim samt 4×200 meter frisim. Vid olympiska sommarspelen 2020 i Tokyo var Maljutin en del av Ryska olympiska kommitténs lag som tog silver på 4×200 meter frisim. Individuellt tog han sig till final och slutade femma på 200 meter frisim samt blev utslagen i försöksheatet på 400 meter frisim och slutade på 22:a plats.